# Stephanie Glaser
Stephanie Glaser est une actrice suisse de cinéma et de théâtre née le 22 février 1920 et morte le 14 janvier 2011. Elle est principalement connue pour son rôle de Tante Elise avec le poisson rouge Traugottli dans l'émission télévisée suisse allemande Teleboy et pour le film Les mamies ne font pas dans la dentelle.
Elle reçoit plusieurs prix pour son talent d'actrice : le prix du cinéma suisse, le prix Walo (de), le SwissAward (de) et le Léopard spécial du festival du film de Locarno.

## Biographie
Stephanie Glaser naît le 22 février 1920 à Neuchâtel dans une famille d'hôteliers et grandit à Berne, où elle suit sa scolarité,.
À l'âge de 14 ans, elle prend la décision de se lancer dans le théâtre. Cependant, elle doit d'abord fréquenter la Löffelschlyffi, une école ménagère située à Lucens. Ensuite, elle part en Angleterre en tant que fille au pair.
En 1932, en assistant à une représentation de La Lune de Pierre, elle décide de devenir actrice. Avec l'accord de ses parents, elle suit une formation au séminaire Reinhardt de Vienne. L'Anschluss la contraint à quitter Vienne et à revenir à Berne, où elle loue une chambre chez Madame de Meuron.
Elle s'engage dans le théâtre municipal pour des rôles secondaires et apparaît également dans la pièce Bärentatze. Une fois la guerre terminée, elle rejoint le Cabaret Fédéral à Zurich, où elle participe à des mises en scène des œuvres de Gotthelf, dirigées par Franz Schnyder,.
En 1954, elle rencontre le producteur de cinéma Oscar Düby (de) lors d'un tournage. Ils se marient quelques années plus tard et vivent ensemble durant 30 ans, jusqu'à son décès en 1982. Elle regrette de ne pas avoir eu d'enfant.
Le 14 janvier 2011, elle décède à l'âge de 90 ans à l'hôpital de Zollikerberg. En son honneur, une cérémonie spéciale est organisée pendant les Journées cinématographiques de Soleure, où quatre courts-métrages dans lesquels elle a joué sont présentés,,. Son enterrement à lieu à l'église Fraumünster à Zurich.

## Carrière
Entre 1974 et 1981, Stephanie Glaser devient la favorite du public pour la première fois, en jouant le rôle de Tante Elise avec le poisson rouge Traugottli dans l'émission télévisée Teleboy de Kurt Felix,.
Elle apparaît dans Klassäzämekunft, Leo Sonnyboy, Sternenberg ou Je m'appelle Eugen (de) et décroche son premier rôle principal à 86 ans dans le film à succès de Bettina Oberli, Les mamies ne font pas dans la dentelle. En 2006, Celui-ci se révèle être le film le plus populaire en Suisse et figure parmi les cinq films suisses les plus appréciés des 25 dernières années. Une pièce de théâtre est également créée à partir de celui-ci.
À la suite de ce tournage, elle poursuit sa carrière devant la caméra, participant à un ou deux films chaque année. Parallèlement, elle continue de jouer au théâtre jusqu'en 2009, avant de décider d'arrêter, trouvant l'activité trop exigeante physiquement.
Jusqu'à l'automne 2011, peu de temps avant son décès, elle participe à la série policière Mord hinterm Vorhang sur la télévision suisse et collabore sur le dernier film de Sabine Boss,.

## Prix
- 2001 - Prix du Cinéma Suisse en tant que meilleure actrice pour sa performance dans le film Komiker de Markus Imboden[5].
- 2006 - Prix Walo du public suisse alémanique[1],[11].
- 2006 - Swiss Award dans le domaine de la culture[1],[5].
- 2006 - Léopard spécial au Festival du film de Locarno[1],[5].

## Filmographie
| Année     | Titre du film                                                 | Rôle joué               | Réalisatrice / réalisateur       |
| --------- | ------------------------------------------------------------- | ----------------------- | -------------------------------- |
| 1954      | Uli der Knecht                                                | Trinette                | Franz Schnyder                   |
| 1955      | Uli der Pächter                                               | Trinette                | Franz Schnyder                   |
| 1955      | Polizischt Wäckerli                                           | Mademoiselle Oberholzer | Kurt Früh                        |
| 1957      | Taxi Driver Baenz                                             | Bardame Lilly           | Werner Düggelin, Hermann Haller  |
| 1970      | Pfarrer Iseli                                                 | Locher                  | Albert Buchmüller                |
| 1972      | Der Fall                                                      | Arbetz                  | Kurt Früh                        |
| 1974-1981 | Teleboy                                                       |                         |                                  |
| 1988      | Klassezämekunft                                               | Lisbeth Schneider       | Walo Deuber, Peter Stierlin      |
| 1989      | Leo Sonnyboy                                                  | Mama Mangold            | Rolf Lyssy                       |
| 1990      | Der Tod zu Basel                                              |                         | Urs Odermatt                     |
| 1994-1955 | Die Direktorin                                                |                         | Ulrich Weber                     |
| 1969      | Das Go-Go-Girl vom Blow-Up                                    | Grehte Adler            | Rolf Olsen                       |
| 2000      | Komiker                                                       | Mère Beck               | Markus Imboden                   |
| 2001      | Letzte Hilfe                                                  | Späni                   | Gabriela d'Hondt                 |
| 2001      | Chesterfield                                                  |                         | Thomas Hostettler                |
| 2002      | Birdseye                                                      | Maya Vogelaug           | Stephen Beckner Michael C. Huber |
| 2002      | Exit                                                          | Erika                   | Benjamin Kempf                   |
| 2004      | Wackelkontakt                                                 |                         | Ralph Etter                      |
| 2005      | Sternenberg                                                   | vieille dame            | Bernard Lang                     |
| 2005      | Je m'appelle Eugen                                            | Tante Melanie           | Michael Steiner                  |
| 2006      | Les mamies ne font pas dans la dentelle (Die Herbstzeitlosen) | Martha                  | Bettina Oberli                   |
| 2007      | Briefe und andere Geheimnisse                                 | Kathi Müller-Dumont     | Judith Kennel                    |
| 2008      | Nur ein Sommer                                                | Mère de Daniels         | Tamara Staudt                    |
| 2008      | Das Fräuleinwunder                                            | Frida Borel             | Sabine Boss                      |
| 2009      | Hunkeler und der Fall Livius                                  | Sonja Flückiger         | Stefan Jäger                     |
| 2009      | Motel                                                         |                         | Fabrice Gasser                   |
| 2011      | Alles eis Ding                                                | grand-mère              | Anita Blumer                     |
| 2011      | Mord hinterm Vorhang                                          | Lydia Walliser          | Sabine Boss                      |